# Stachyococcus
Stachyococcus là một chi thực vật có hoa trong họ Thiến thảo (Rubiaceae).

## Loài
Chi Stachyococcus gồm các loài: